# 学園南大通り
学園南大通り（がくえんみなみおおどおり）は、茨城県つくば市の都市計画道路の路線名である。

## 概要

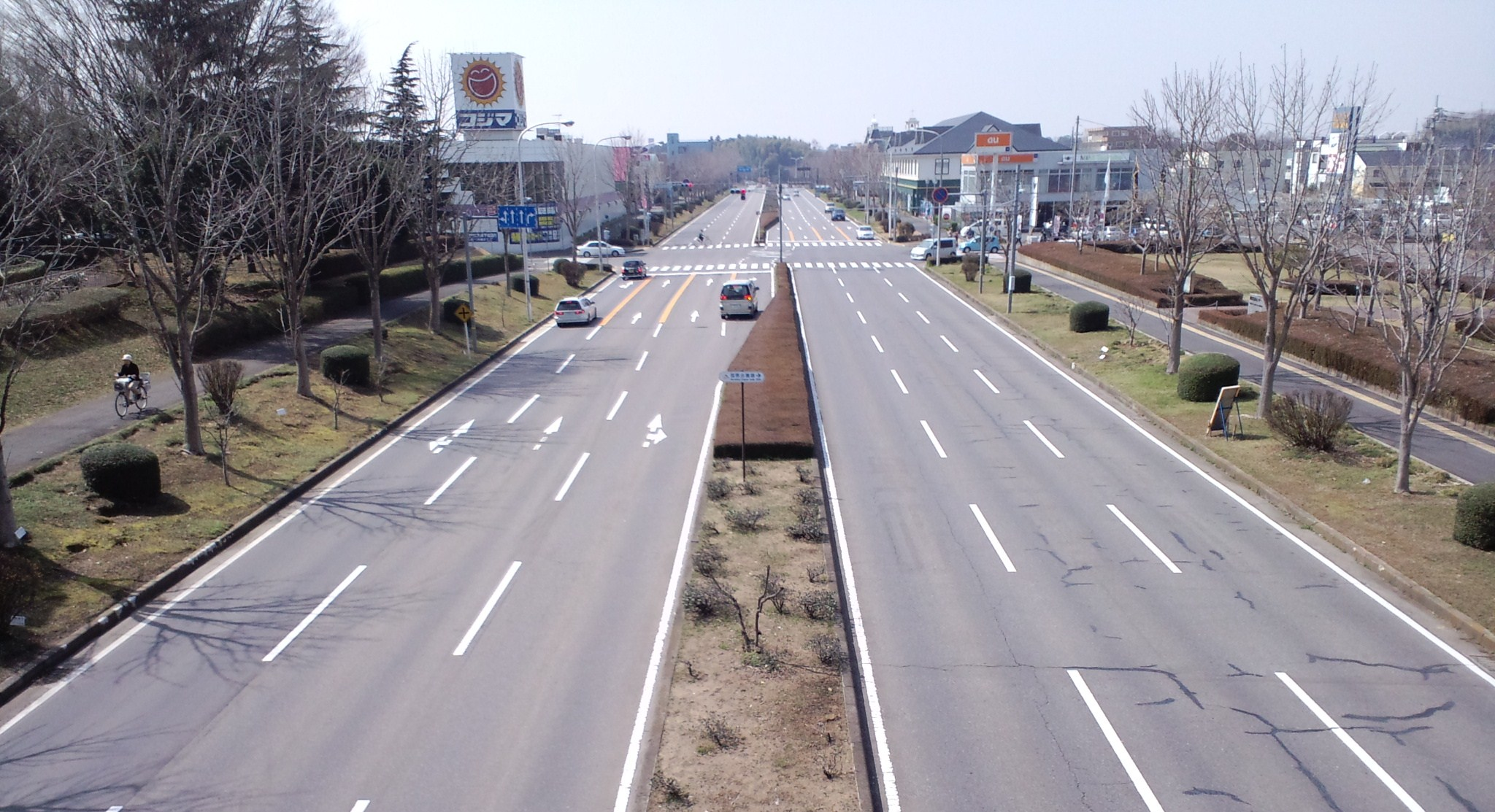
学園南大通り（2010年3月20日）

正式名「都市計画道路 3・1・5 学園南大通り線」。
筑波研究学園都市の主要幹線道路として整備された路線であり、土浦学園線・学園東大通り・学園西大通り・学園北大通り・学園中央通りと共に整然とした格子状の幹線道路網を形成する。
学園東大通りの南大通東交差点が東側の起点となっていて、ここから学園西大通りの南大通西交差点までの区間の1.0 kmである。6車線道路（片側3車線）で、幅員は40 mある。全区間において、物質・材料研究機構を除き、道路沿いの施設に車が直接入ることはできず、脇道より進入するような構造に制限されている。
研究学園都市建設時の区画整理によって消滅した旧道の代替として茨城県道123号土浦坂東線に指定されており、同道路を経由して土浦市と旧豊里町上郷を結んでいた旧茨城観光自動車の路線バスも代替経路として南大通りを走行していた。これは基本的に旧道しか免許が下りなかった同社バス路線では唯一の学園地区主要幹線道路となっていた。現在もこの路線の一部を引き継いだ関東鉄道の系統「11D」が南大通りを運行している。
当初の予定では西側を松代の国道408号までつなげる予定であり、松代地区内の区間はすでに供用されているが、小野崎地区部分の用地の買収ができなかったため途切れた形となっている。この代わりに整備されたのが片側1車線の洞峰公園通りである。当該区間は都市計画図からは既に抹消されているが、2015年の時点では松代方面に延伸する構想は残っている。2020年の都市計画道路整備プログラムにおいても松代・万博記念公園駅方面への延伸が検討されており、周辺地域の渋滞緩和が期待されている。

## 歴史
- 1972年（昭和47年）9月14日：建設省が、建設省告示第1588号にて都市計画道路事業を認可（1等大路第1類第1号学園南大通り線）[5]。
- 1972年（昭和47年）10月26日：茨城県により都市計画事業化[5]